# Etiennea sinetuberculum
Etiennea sinetuberculum är en insektsart som beskrevs av Hodgson 1991. Etiennea sinetuberculum ingår i släktet Etiennea och familjen skålsköldlöss.
Artens utbredningsområde är Centralafrikanska republiken. Inga underarter finns listade i Catalogue of Life.